# Route nationale 173
Pour les articles homonymes, voir Route 173.
La route nationale 173, ou RN 173, est une route nationale française reliant l'échangeur 3 de l'autoroute A 36, sur la commune de Vaux-les-Prés, à la RN 73. Le décret du 5 décembre 2005 prévoit son transfert au département du Doubs. La route est alors aussi appelée RD 67.
Jusqu'à la réforme de 1972, la RN 173 reliait Granville à Avranches. Elle a été intégralement déclassée en RD 973.

## Ancien tracé de Granville à Avranches (D 973)
- Granville D 973
- Le Croissant, commune de Saint-Pair-sur-Mer
- Cran, commune de Saint-Aubin-des-Préaux
- Sartilly
- La Butte-lès-Gros, commune de Montviron
- Marcey-les-Grèves
- Avranches D 973